# GS EPS
GS EPS는 청정연료인 천연가스와 신재생에너지를 사용해 전기를 생산, 공급하고 있는 민간 발전회사이다.

1996년 LG에너지 주식회사로 설립되었으며, 2005년 GS EPS 주식회사로 사명을 변경하였다. 
충청남도 당진시에 LNG복합화력 발전소 1, 2, 3, 4호기와 Biomass 발전소 1, 2호기를 운영하고 있다.

## 같이 보기
- GS그룹
- GS (기업)